# ビル設備管理技能士
ビル設備管理技能士（ビルせつびかんりぎのうし）は、国家資格である技能士の一種。ビル設備管理職種に関する技能検定試験（学科及び実技試験）に合格すると称することができる。試験実施主体は、公益社団法人全国ビルメンテナンス協会（職業能力開発促進法第47条第1項に定める指定試験機関）である。
職業能力開発促進法第50条の規定により、ビル設備管理職種の技能検定に合格していない者がビル設備管理技能士と称することは禁じられている（名称独占資格）。

## 級別
- 1級、2級の別がある。

## 実技作業試験内容（ビル設備管理作業）
- 1級
- 2級

## 受検資格

### 1級
- ビル設備管理に関する実務経験のみ：7年（2級合格後：2年）
- ビル設備管理に関する高校卒業：6年（同上：2年）
- ビル設備管理に関する短大・高専・高校専攻科卒業：5年（同上：2年）
- ビル設備管理に関する大学卒業：4年 （同上：2年）
- ビル設備管理に関する専修学校又は各種学校卒業（同上：2年） 
  - 800h以上：6年
  - 3,200h以上：4年
- ビル設備管理に関する短期課程の普通職業訓練修了（同上：2年） 
  - 700h以上：6年
- ビル設備管理に関する普通課程の普通職業訓練修了（同上：2年） 
  - 2,800h未満：6年
  - 2,800h以上：4年
- ビル設備管理に関する職業訓練指導員免許取得 1年（同上：1年）

### 2級
- ビル設備管理に関する実務経験のみ：2年
- 以下：0年
  - ビル設備管理に関する高校卒業
  - ビル設備管理に関する短大・高専・高校専攻科卒業
  - ビル設備管理に関する大学卒業
  - ビル設備管理に関する専修学校又は各種学校卒業
  - ビル設備管理に関する短期課程の普通職業訓練修了
  - ビル設備管理に関する普通課程の普通職業訓練修了
  - ビル設備管理に関する職業訓練指導員免許取得